# Anthurium rotundilobum
Anthurium rotundilobum är en kallaväxtart som beskrevs av Adolf Engler. Anthurium rotundilobum ingår i släktet Anthurium och familjen kallaväxter. Inga underarter finns listade.